# Марія Люксембурзька
Про графиню де Сен-Поль див. Марія де Люксембург
Марія Люксембурзька (нім. Maria von Luxemburg ; (1305–1324) — королева Франції в 1322 — 1324 роках, друга дружина Карла IV Красивого.

## Життєпис

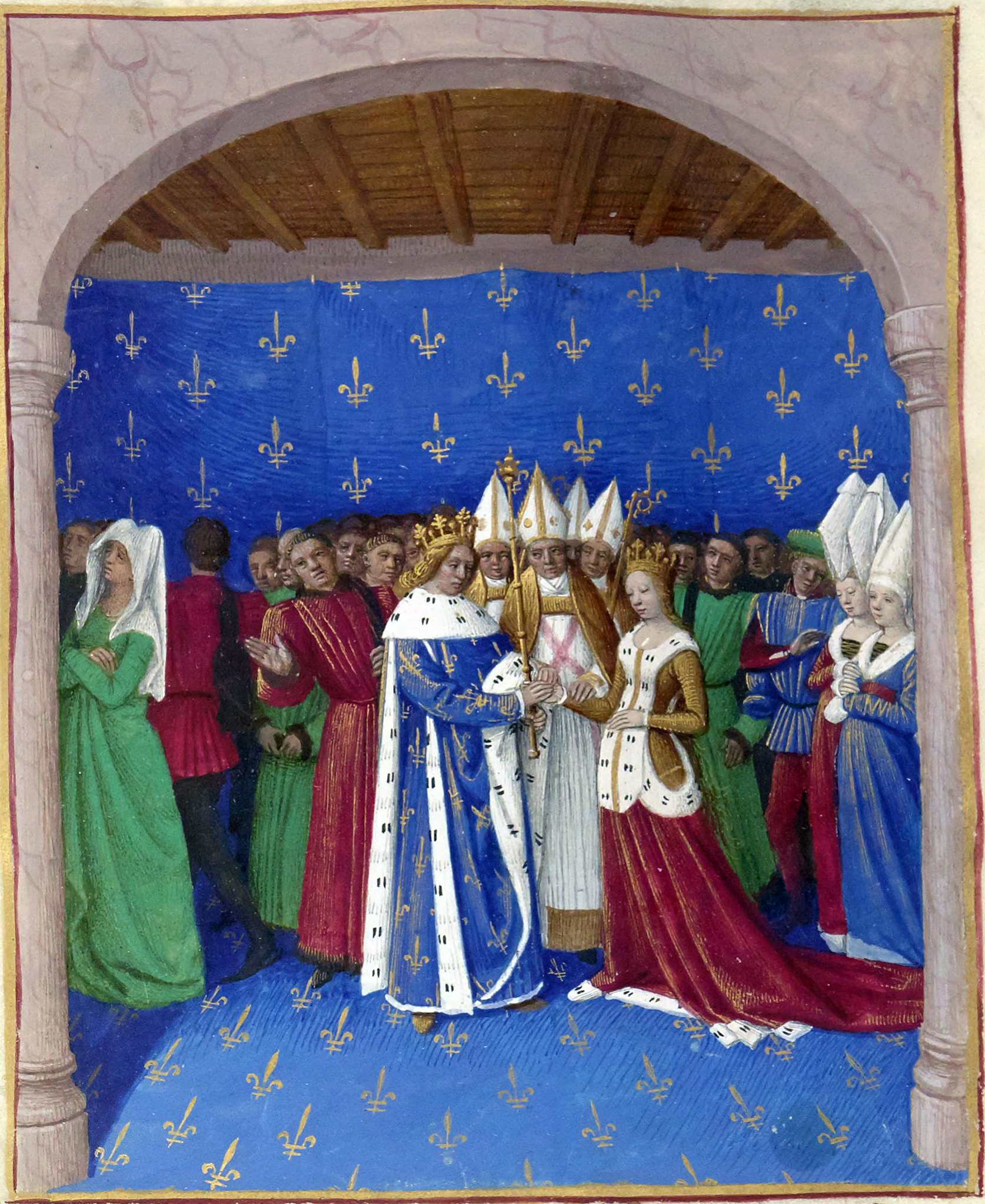
Весілля Марії Люксембурзької та Карла IV Красивого

Марія Люксембурзька народилася 1305 року в родині графа Люксембурзького Генріха VII і його дружини Маргарити Брабантської. У неї був старший брат Ян, а через деякий час з'явилася і молодша сестра Беатриса. Їхній батько, Генріх VII в 1308 році був проголошений королем Німеччини. Цим він був зобов'язаний Філіпу IV Вродливому і авіньйонської курії. Нідерландець за походженням, Генріх виховувався у Франції. Філіп IV висвятив його в лицарі, і Генріх, як його васал , обіцяв служити йому в боротьбі з англійцями.
У 1310 році брат Марії Ян одружився з Єлизаветою Чеською і став королем Богемії, а батько вирушив в італійський похід, щоб відновити значення Німецької імперії в Італії. 14 грудня 1311 року в Генуї померла мати Марії Маргарита Брабантська. Через пів року Генріх був коронований в Латеранському соборі Риму і став імператором Священної Римської імперії.
У 1318 році був укладений шлюб угорського короля Карла Роберта і Беатріс Люксембурзької. Беатриса через рік померла під час пологів.
Перша дружина Карла була ув'язнена в 1314 році до замку Шато-Гайяр за зраду. Шлюб був анульований в травні 1322 року. Їх син Філіп помер до цього. Карл IV потребував спадкоємця і одружився вдруге.

### Весілля
Весілля відбулося в Провенському замку на день святого апостола Матвія, тобто 21 вересня 1322 року. Звідти королівське подружжя 30 вересня здійснило коротку поїздку до Сен-Дені, де їх зустрічали з великою урочистістю. Багато парижан прибули туди пішки, верхи або в екіпажах, надівши найкращі вбрання, щоб мигцем побачити нову королеву. Для в'їзду до столиці графиня Валуа позичила Марії свою карету. Автор «Хронографії королів Франків» описує каблучку, яку Карл IV передав дружині під час укладення шлюбу, — рубін, вставлений в золотий перстень. Вона отримала і багато інших прикрас. На королю під час церемонії була корона з дорогоцінними каменями, і за звичаєм Карл IV зробив подарунки всім, хто був присутній на його весіллі.

### Спадкоємці і смерть
У 1323 році Марія народила дочку Маргариту, яка померла в ранньому віці. Незабаром Марія знову завагітніла. Але беручи участь у поїздці королівської сім'ї до Тулузи, шляхом до Іссудена в її екіпажі провалилася підлога, і королева впала на дорогу. Її довезли до міста, де вона передчасно розродилася сином, який прожив усього три дні, але якого встигли охрестити. Сама королева померла 26 березня. Через два дні Марію поховали в абатстві Монтаржі в присутності її брата, Яна Сліпого. Подейкували про отруєння, вимовляли деякі імена, але відкрито нікого не звинуватили. Ймовірно, смерть була природною.